# Darkglass
Darkglass Electronics, también conocida como Darkglass, es una marca boutique de pedales de efectos para Bajo eléctrico con sede en Helsinki, Finlandia, fundada en 2009 por Douglas Castro. Los pedales Darkglass son usados por connotados bajistas a nivel mundial entre los que destacan Alex Webster (Cannibal Corpse), Billy Gould (Faith No More), Adam "Nolly" Getgood (Periphery), Paul Turner (Jamiroquai), Tony Levin (King Crimson), Ra Díaz (Suicidal Tendencies), Felipe Ilabaca (Chancho en Piedra), entre otros.

## Pedales de Efectos

### Distorsión, fuzz y overdrive
La línea de pedales para bajo eléctrico incluye Distorsiones, Compresores y Fuzz.
- Microtubes B3K: CMOS Bass Overdrive
- Microtubes B7K: Analog Bass Preamp
- Duality Fuzz: Dual Fuzz Engine
- Vintage Microtubes: Classic Bass Overdrive
- Vintage Deluxe: Dynamic Bass Preamp
- Super Symmetry: 115 GeV Compressor
- Microtubes B7K Ultra
- Microtubes X Ultra
- Microtubes X7
- Alpha Omega Ultra
- Alpha Omega
- Alpha Omicron
- Harmonic Booster
- Vintage Ultra
- Hyper Luminal

### Preamps Onboard
- Tone Capsule

### Amplificadores
- Microtubes 900V2
- Alpha·Omega 900
- Microtubes 500
- Microtubes 900

### Bass Cabinets
- DG4x10N
- DG2x12N
- DG2x10N
- DG1x12N
- Elite Series

## Otros pedales (descontinuados)
- Harmonic Booster: FET Bass Preamp
- Opressor: Optical Compressor
- Super Symmetry: 115 GeV Compressor